# Pedro Caro y Álvarez de Toledo

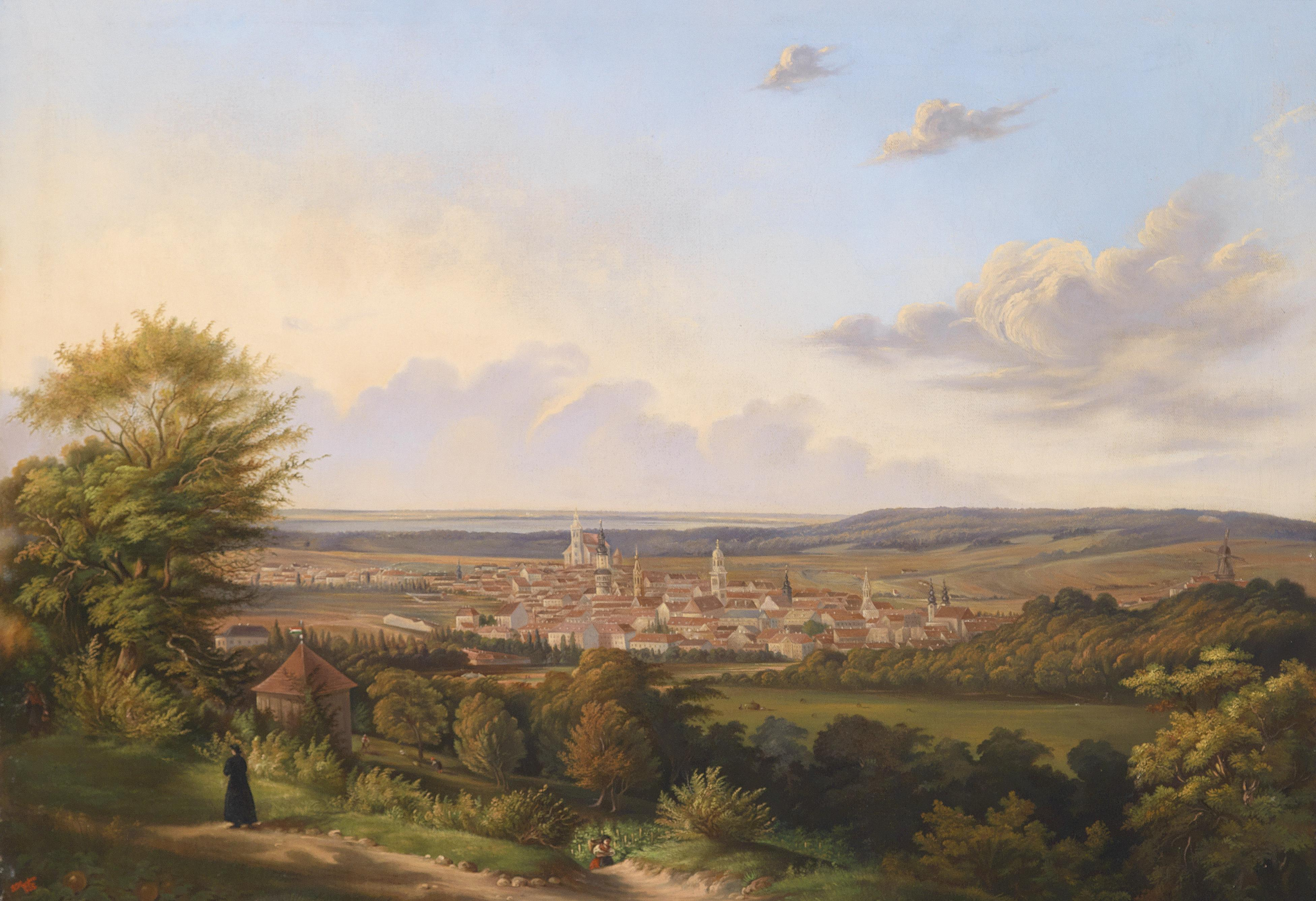
Sopron, ciudad húngara donde en 1848 contrajo matrimonio con Isabel Széchenyi (vista hacia 1865)

Pedro Caro y Álvarez de Toledo (después Pedro Maza de Lizana) (Palma de Mallorca, 9 de julio de 1827-Madrid, 11 de abril de 1916), V marqués de la Romana, fue un noble y político español.

## Biografía
Fue fruto del matrimonio formado por Pedro Caro y Salas, IV marqués de la Romana y María Tomasa Álvarez de Toledo y Palafox. Por su padre pertenecía a una noble familia mallorquina, era nieto del importante militar Pedro Caro y Sureda, III marqués de la Romana. Su madre pertenecía a la casa de Medina Sidonia, siendo hija del XII duque, Francisco de Borja Álvarez de Toledo Osorio. Pedro tuvo tres hermanos:
- Rosalía Caro (1828-1903), casada con su primo hermano José Joaquín Álvarez de Toledo (1826-1900), XVIII duque de Medina-Sidonia.
- Joaquín Caro (1829-1911), conde de Peña Ramiro.
- Carlos Caro (1835-1873), conde de Calvavuturo.

Debido a la lealtad carlista de su padre y su tío materno, Pedro de Alcántara Álvarez de Toledo y Palafox, XIII marqués de Villafranca del Bierzo; desde mediados de 1830 se asentaron en Viena. En vida de su padre, Pedro uso el título de vizconde (o conde) de Benaesa.
El 8 de mayo de 1848 en Sopron contrajo matrimonio con la condesa Elise Szechenyi, hija del conde Paul Szechenyi, de la alta nobleza húngara. De este matrimonio tendrían cinco hijos:
- Pedro (1849-1916), casado con María de la Piedad Martínez de Irujo y del Alcázar. A la muerte de su padre le sucedería como VI marqués de la Romana.
- María (1853-1897), casada en 1875 con Carlos Manuel Martínez de Irujo y del Alcázar, VIII duque de Sotomayor.
- José (1854-1936), diplomático.
- Álvaro (1856-1923), caballero de la Orden de Montesa; casado con Isabel Guillamas y Piñeyro, VIII marquesa de Villamayor.
- María del Pilar (1864-1931) casada en primeras nupcias en 1886 con José Maria de Guillamas y Piñeyro, X marqués de San Felices;  en segundas, en 1899, con su cuñado, viudo de su hermana María, Carlos Manuel Martínez de Irujo y del Alcázar, VIII duque de Sotomayor; y en terceras, en 1922 con su primo Pedro de Alcántara Alvarez de Toledo y Samaniego, XII marqués de Martorell.
- Joaquina (1867-1961), casada con el mexicano Francisco de Paula Fernández del Valle y Martínez Negrete, I marqués del Valle.

Volvió a España de su exilio, asentándose con su esposa en Palma de Mallorca donde nacería su primer hijo en 1849. En la isla de Mallorca el matrimonio poseía el castillo de Bendinat.

En 1855, tras la muerte de su padre el 8 de diciembre de ese año le sucedió como V marqués de la Romana, aunque seguiría utilizando el título de vizconde de Benaesa. En 1860 fue detenido por su participación en el complot carlista del desembarco carlista de San Carlos de la Rápita.Dentro de su militancia carlista fue del consejo del pretendiente Carlos VII, y mayordomo mayor de mayordomo mayor de Margarita de Parma, esposa del pretendiente.Según el diario del pretendiente Carlos VII, Pedro era:
era un caballero cumplido, franco, leal y desprendido, pero que estaba enteramente subordinado a su mujer, una húngara llamada Elizabeth Szecheny Zichy Ferraris.
Durante la tercera guerra carlista, acompañó a Margarita de Borbón-Parma junto a otros nobles carlistas como Tirso de Olazábal.
En 1872 compró el madrileño palacio del Príncipe de Anglona.
En algún momento de su madurez cambio su primer apellido por el de Maza de Lizana.
Falleció el 25 de abril de 1888 en su palacio de Madrid (hoy conocido como Palacio del Príncipe de Anglona). Sus funerales se celebraron al día siguiente en la cercana iglesia de San Pedro el Viejo.

## Títulos y órdenes

### Títulos
- IV marqués de la Romana, con grandeza de España de primera clase. (1856)[17]

### Órdenes
- Caballero maestrante de la Real Maestranza de Caballería de Valencia.[18]